# La conseguenza naturale dell'errore
La conseguenza naturale dell'errore è l'ottavo album in studio di Marina Rei, pubblicato il 18 settembre 2012 dall'etichetta Perenne, di proprietà della stessa Rei, e distribuito da Universal.

## Descrizione
L'album è stato anticipato dalla pubblicazione di due singoli: E mi parli di te, all'inizio dell'estate, e L'errore, una settimana prima dell'uscita del lavoro completo.
L'album contiene sette brani inediti ed una rivisitazione di Che male c'è arrangiata dal maestro Ennio Morricone. Vanta numerose collaborazioni artistiche: oltre alla Morricone Orchestra, hanno collaborato Pierpaolo Capovilla de Il Teatro degli Orrori (testo e voce in E mi parli di te), Paolo Benvegnù (testo e voce in I fiori infranti) che aveva già collaborato con la Rei, Andrea Appino degli Zen Circus (testo de L'errore), Bud Spencer Blues Explosion (in Mani Sporche), Riccardo Sinigallia (testo e voce in Che male c'è), l'attore Valerio Mastandrea (testo di Che male c'è) e Cristina Donà (in Il modo mio).

## Tracce
1. L'errore – 3:47
2. E mi parli di te (feat. Pierpaolo Capovilla) – 3:29
3. Qui è dentro – 6:16
4. Nei fiori infranti – 3:40
5. Che male c'è – 4:27
6. Il modo mio – 4:27
7. Mani sporche – 3:13
8. Che male c'è ((Morricone Orchestra)) – 5:42

Durata totale: 35:01

## Formazione
- Marina Rei – voce, batteria, percussioni
- Roberto Angelini – chitarra acustica, lap steel guitar
- Duilio Galioto – pianoforte, sintetizzatore, Fender Rhodes
- Santi Pulvirenti – chitarra acustica, chitarra elettrica
- Matteo Pezzolet – basso
- Daniele Rossi – sintetizzatore, pianoforte
- Cesare Petulicchio – batteria
- Adriano Viterbini – chitarra elettrica
- Max Gazzè – basso
- Vincenzo Restuccia – batteria
- Andrea Appino – chitarra acustica

## Classifiche
| Classifica | Posizione |
| ---------- | --------- |
| Italia     | 26        |